# Pazifik-Riesenbarsch
Der Pazifik-Riesenbarsch (Stereolepis gigas) ist eine sehr große Meeresfischart, die an der nordamerikanischen Pazifikküste von der Humboldt Bay bis zur Südspitze der Baja California vorkommt. Meldungen über Vorkommen in nordjapanischen Küstengewässern beruhen möglicherweise auf eine Verwechslung mit Stereolepis doederleini, der zweiten Art der Gattung Stereolepis.

## Merkmale

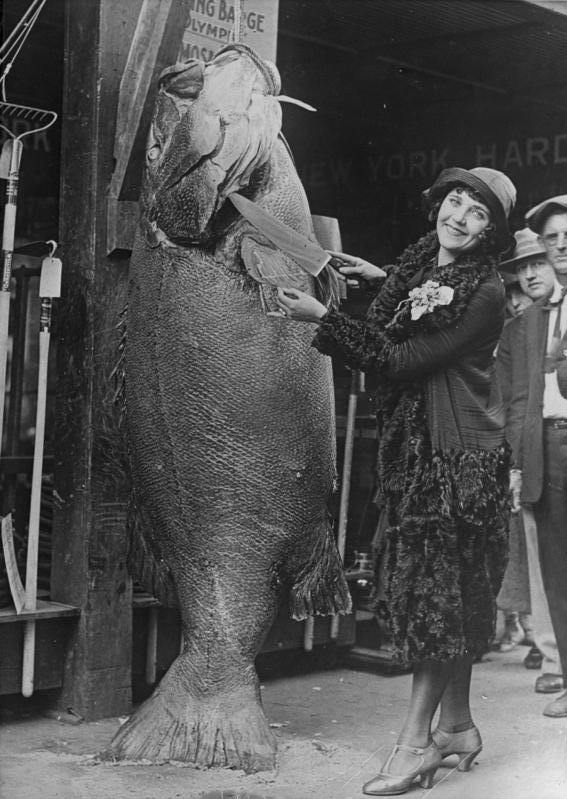
Gefangener Stereolepis gigas in San Francisco (1930)

Stereolepis gigas hat ein bulliges, zackenbarschähnliches Aussehen mit einem großen, an eine räuberische Lebensweise angepassten Maul. Er kann eine Maximallänge von 2,5 Metern und ein Maximalgewicht von über 250 kg erreichen. Jungfische sind leuchtend orange gefärbt und mit auffälligen großen und schwarzen Flecken gemustert. Mit Erreichen der Geschlechtsreife verschwinden die Flecken, und die Fische bekommen einen bronzefarben-violetten Farbton. Mit fortschreitendem Alter werden die Fische immer dunkler, zunächst dunkelgrau, dann schwarz mit einer weißlichen Bauchseite. Die Rückenflosse wird beim Zurücklegen in eine Grube gelegt.
Für Stereolepis gigas wurde ein Alter von 72 bis 75 Jahren nachgewiesen. Eventuell kann die Art 90 oder auch über 100 Jahre alt werden.

## Lebensweise
Stereolepis gigas lebt küstennah in Tiefen von 10 bis 80 Metern über schlammigem, sandigem oder felsigem Grund und in Tangwäldern. Große Exemplare leben normalerweise unterhalb von 30 Metern, kleine sieht man meist in Tiefen von 6 bis 10 Metern. Große Exemplare verlassen mehrmals im Jahr die küstennahen Bereiche, um im offenen Meer Jagd auf laichende Kalmare zu machen. Als Larve oder Jungfisch wird Stereolepis gigas von zahlreichen Beutegreifern gefressen, vor allem Fische und Meeressäuger. Ausgewachsene Exemplare werden nur noch von größeren Haien oder vom Menschen erbeutet.
Stereolepis gigas gehört zu den Spitzenprädatoren seines Ökosystems, des Kelpwaldes, und fängt als Lauerjäger seine Beute, indem er nah vorbeischwimmende Beutetiere durch plötzliches Öffnen des Maules einsaugt. Er ernährt sich von Wirbellosen und Fischen. Zu den Beutetieren gehören die Krabbe Cancer antennarius, die Kalifornische Languste (Panulirus interruptus), der Kalifornische Rundstechrochen (Urobatis halleri), der Torpedobarsch Caulolatilus princeps, Barrakudas sowie die Sägebarsche Paralabrax clathratus und Paralabrax nebulifer.
Stereolepis gigas wird von verschiedenen Parasiten heimgesucht, darunter endoparasitische Hakensaugwürmer und ektoparasitische Asseln, die vor allem die Kiemenrechen befallen. Die Lippfischart Oxyjulis californica betätigt sich als Putzerfisch bei Stereolepis gigas und frisst Parasiten von der Haut, von den Kiemen und aus dem Maul.

## Fortpflanzung
Stereolepis gigas laicht im Sommer von Juli bis September paarweise oder in mehr oder weniger großen Laichschwärmen. Die bis zu 60 Millionen Eier, die einen Durchmesser von 1,6 mm haben, und die nach 24 bis 36 Stunden schlüpfenden Larven sind pelagisch. Nach etwa einem Monat im Plankton beginnt die benthische Jungfischphase. Mit einem Alter von 11 bis 13 Jahren erreicht Stereolepis gigas die Geschlechtsreife. Männchen sind dann etwa 18 kg schwer, Weibchen 23 bis 27 kg.

## Gefährdung
Obwohl die Art seit 1962 in Kalifornien geschützt und ihre kommerzielle Fischerei verboten ist, gilt Stereolepis gigas heute als vom Aussterben bedroht (Critically Endangered). An der Pazifikküste Mexikos wird sie weiterhin befischt.